# 鄭正淳
鄭正淳（：／ Jeong Jeong-soon，1958年1月19日—），大韓民國自由派政治人物，第21屆國會議員。